# Mihails Miholaps
Mihails Miholaps est un footballeur letton né le 24 août 1974 à Kaliningrad (URSS). Il évolue au poste d'attaquant.

## Biographie

### En sélection
Il a participé à l'Euro 2004 avec l'équipe de Lettonie.
Il dispute 32 matchs et marque 2 buts avec la Lettonie de 1998 à 2005.

## Carrière
- FK Baltika Kaliningrad (1994)
- FK Amstrig (1995)
- FK Daugava Riga (1996)
- Skonto Riga (1997-2002)
- Alania Vladikavkaz (2003)
- Skonto Riga (2003-2006)
- Shakthyor Karagandy (2007)
- FK Riga (2008)
- Shakhtyor Karagandy (2008)
- JFK Olimps (2009-2010)

## Palmarès
- Champion de Lettonie en 1997, 1998, 1999, 2000, 2001, 2002, 2003 et 2004 avec le Skonto Riga
- Vainqueur de la Coupe de Lettonie en 1997, 1998, 2000, 2001 et 2002 avec le Skonto Riga